# Giovanni Solari
Giovanni Solari (* um 1405 in Carona; † um 1480 in Mailand) war ein schweiz-italienischer Architekt und Ingenieur der Frührenaissance.

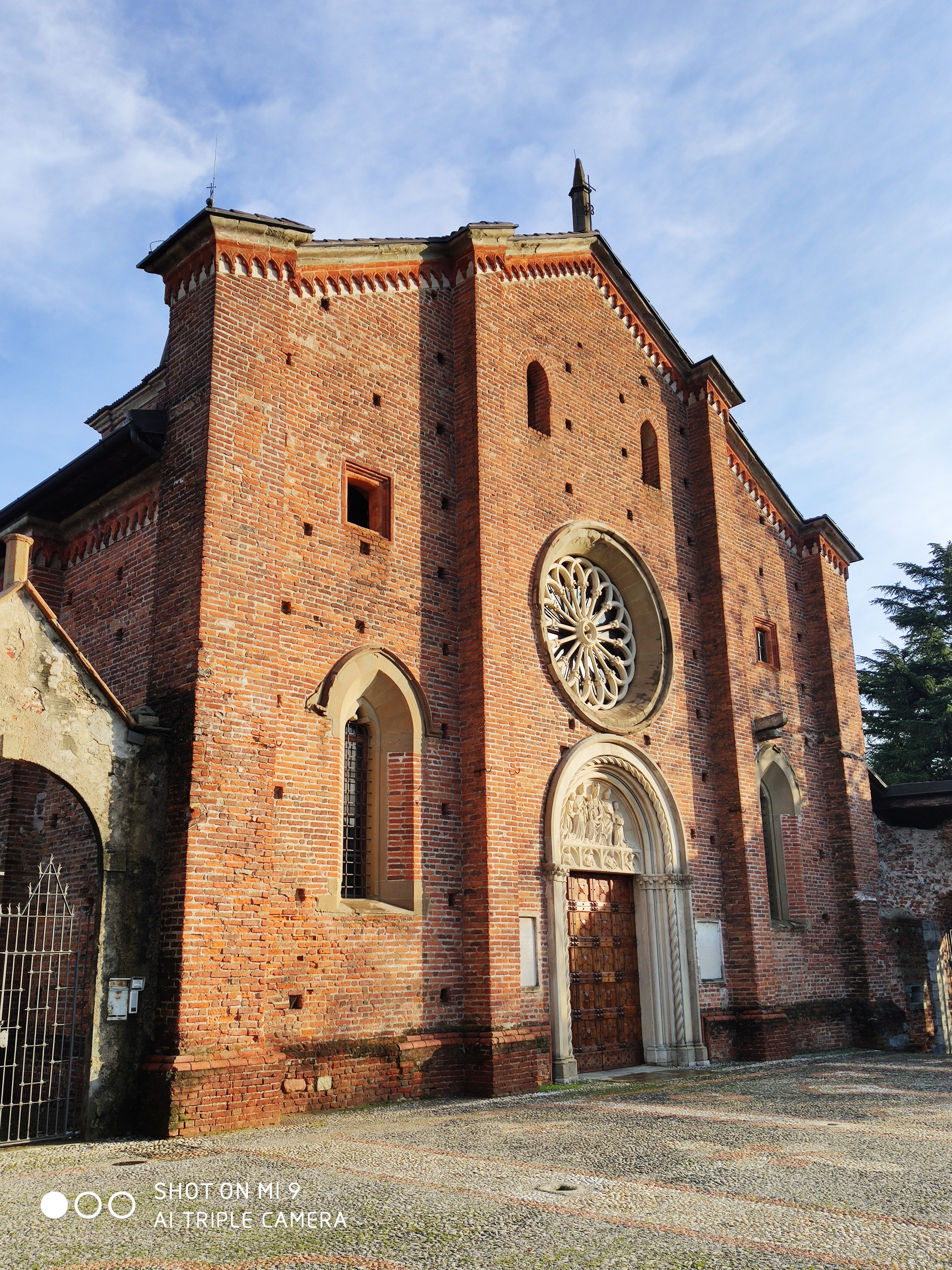
Stiftskirche von Castiglione Olona. Projekt- und Bauleitung: Giovanni Solari und Gebrüder Pietro und Alberto

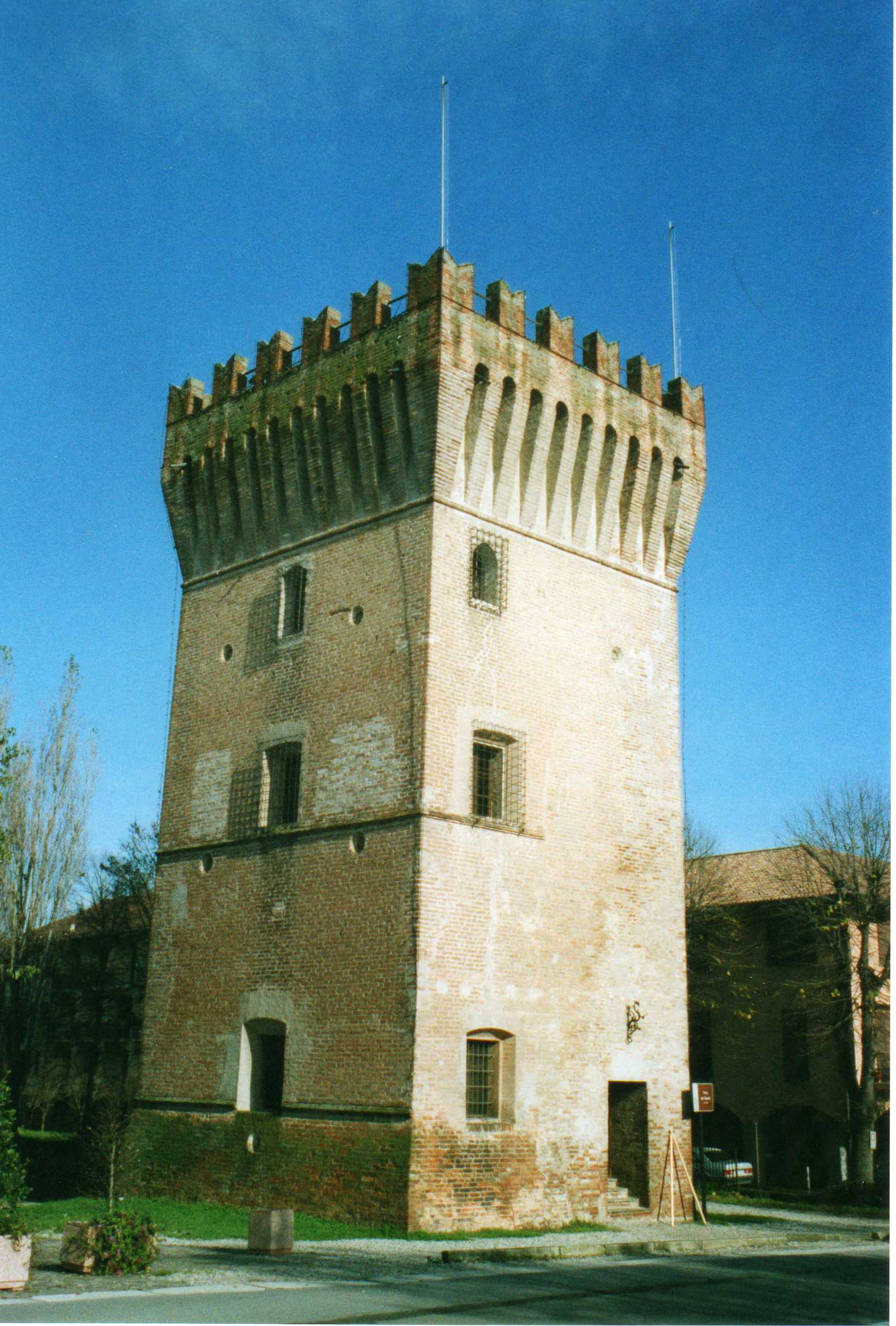
Pizzighettone, Francescoturm

## Leben
Giovanni war Sohn von Marco, ein herzoglicher Architekt und Ingenieur (seit 1450), wurde zusammen mit seinen Brüdern Alberto und Pietro Antonio mit dem Bau der Stiftskirche in Castiglione Olona (1421–1428) betraut; später war er am Kartäuserkloster der Certosa di Pavia (1428–1462) und am Mailänder Dom (Chefingenieur 1452–1470) tätig. Sein Sohn Francesco Solari war der Lehrer von Giovanni Antonio Amadeo. 
Der grosse Kreuzgang und die Basilika der Certosa di Pavia sind sein Werk. Er arbeitete am Ospedale Maggiore und ab 1450 am Bau vom Mailänder Dom, den er ab 1462 als erster Ingenieur und Architekt leitete, wurde als herzoglicher Ingenieur 1450 mit dem Neubau des grossen Mailänder Schlosses Castello Sforzesco betraut. Im Jahr 1451 war er mit dem Bau der Festung von Pizzighettone tätig und 1464 mit dem Bau des Palasts der Herzogin Bona von Savoyen in Cassino-Po. Giovanni entwarf die Casa dei Panigarola in Mailand, dem Sitz des Ufficio del Governatore degli Statuti.